# Census Division
Census Divisions gibt es in Kanada sowie in den USA und bezeichnet weitläufig eine Gebietsgliederung zu statistischen Zwecken.

## In Kanada

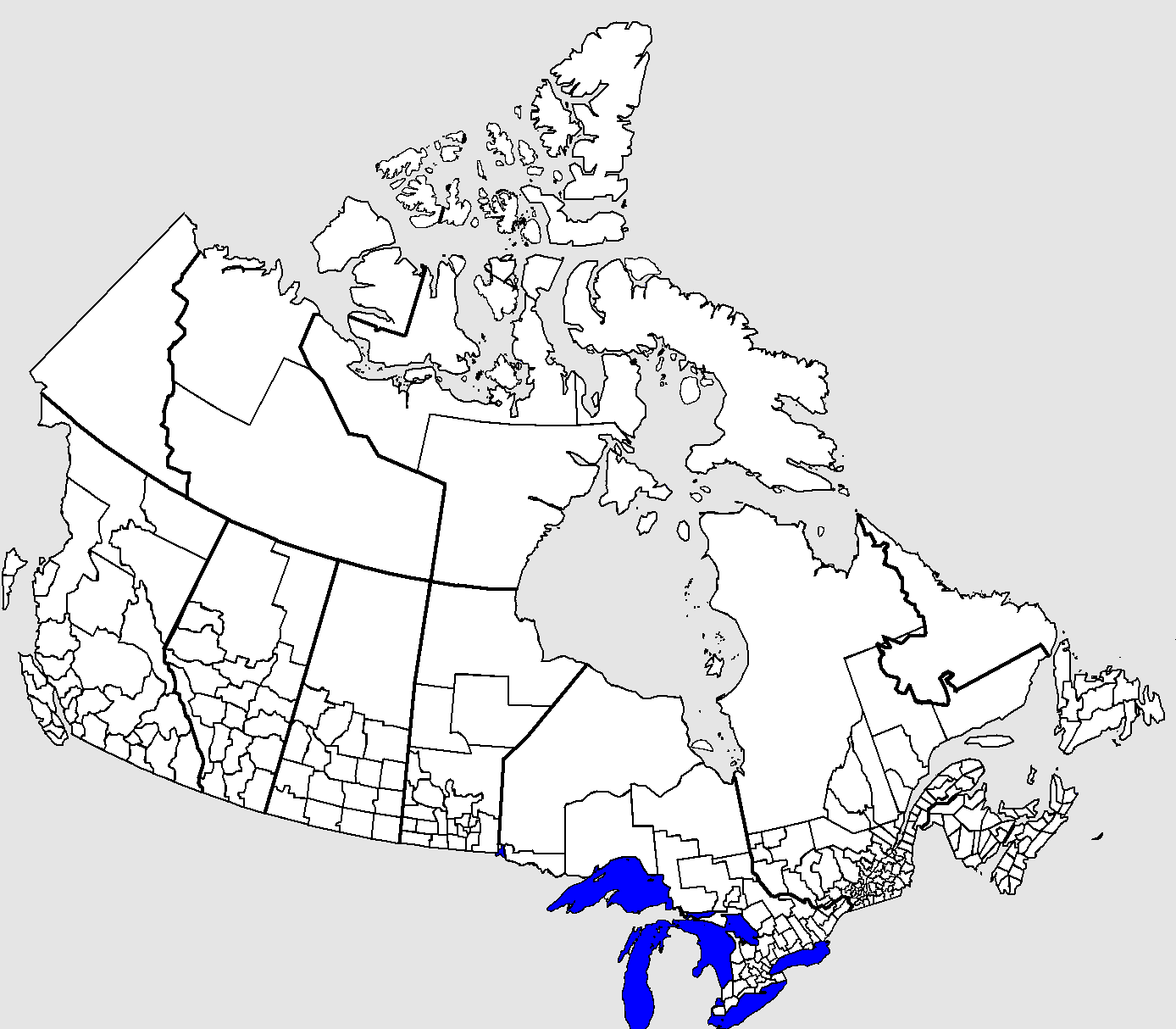
Karte der kanadischen Census Divisions (von 2001, nicht aktuell)

In Kanada sind Census Divisions Gebiete unterhalb der Ebene der Provinzen und Territorien und oberhalb der Ebene der Census Subdivisions, welche von Statistics Canada festgelegt werden.
- Census Divisions in Alberta
- Census Divisions in British Columbia
- Census Divisions in Manitoba
- Census Divisions in Neufundland und Labrador
- Census Divisions in New Brunswick
- Census Divisions in Nova Scotia
- Census Divisions in Ontario
- Census Divisions in Prince Edward Island
- Census Divisions in Québec
- Census Divisions in Saskatchewan
- Census Divisions in den Nordwest-Territorien
- Census Divisions in Nunavut
- Census Divisions im Yukon

## In den USA
Die USA sind vom United States Census Bureau in vier Census Regions sowie neun Census Divisions aufgeteilt. Weiterhin werden Counties in Census County Divisions bzw. Minor Civil Divisions gegliedert.
- Northeast Region
  - Division 1: New England
  - Division 2: Mid-Atlantic
- Midwest Region
  - Division 3: East North Central
  - Division 4: West North Central
- Southern Region
  - Division 5: South Atlantic
  - Division 6: East South Central
  - Division 7: West South Central
- Western Region
  - Division 8: Mountain
  - Division 9: Pacific